# Спогади вітру
«Спогади вітру» (тур. Ruzgarin hatiralari) — турецький історично-драматичний фільм, знятий Озджаном Елпером. Світова прем'єра стрічки відбулась в серпні 2015 року в головному конкурсі Монреальського міжнародного кінофестивалю. Фільм розповідає про опозиційного поета і художника Арама, який рятуючись від пригнічення і авторитаризму в Туреччині, тікає до радянської Грузії.

## У ролях
- Онур Сайлак
- Софія Хандемірова
- Мустафа Угурлу
- Ебру Озкан
- Туба Бюйюкюстюн

## Визнання
| Нагороди та номінації фільму «Спогади вітру» | Нагороди та номінації фільму «Спогади вітру» | Нагороди та номінації фільму «Спогади вітру» | Нагороди та номінації фільму «Спогади вітру»                                             | Нагороди та номінації фільму «Спогади вітру» | Нагороди та номінації фільму «Спогади вітру» |
| Рік                                          | Кінопремія / Кінофестиваль                   | Категорія / Нагорода                         | Номінант                                                                                 | Результат                                    |                                              |
| -------------------------------------------- | -------------------------------------------- | -------------------------------------------- | ---------------------------------------------------------------------------------------- | -------------------------------------------- | -------------------------------------------- |
| 2015                                         | Гамбурзький кінофестиваль                    | Нагорода продюсерів                          | Сонер Елпер, Алі Байрактар, Мамука Чихрадзе, Гійом Де Сіел, Міхаель Екельт, Мустафа Огуз | Номінація                                    |                                              |
| 2015                                         | Монреальський міжнародний кінофестиваль      | Ґран-прі за найкращий фільм                  | «Спогади вітру»                                                                          | Перемога                                     |                                              |
| 2015                                         | Антальський міжнародний кінофестиваль        | «Золота помаранча» за найкращий фільм        | «Спогади вітру»                                                                          | Номінація                                    |                                              |